# Urania sloanaria
Urania sloanaria är en fjärilsart som beskrevs av Jacob Hübner 1816/27. Urania sloanaria ingår i släktet Urania och familjen Uraniidae. Inga underarter finns listade i Catalogue of Life.